# Iglesia de San Pedro de Madrona (Berga)
La iglesia de San Pedro de Madrona (en catalán: església de Sant Pere de Madrona) es un templo románico situado en el término municipal de Berga, en la provincia de Barcelona, Cataluña, España. Situada al extremo oriental de la sierra de Queralt, cerca del santuario de Queralt. Se levantó en la primera mitad del siglo XIII, en el lugar donde antes se elevaba el antiguo Castillo de Madrona. El acceso es por un camino empinado, que sale a la izquierda del PK 2,3 de la carretera que dirige de Berga al santuario de Queralt. Es una obra protegida como bien cultural de interés local.

## Descripción

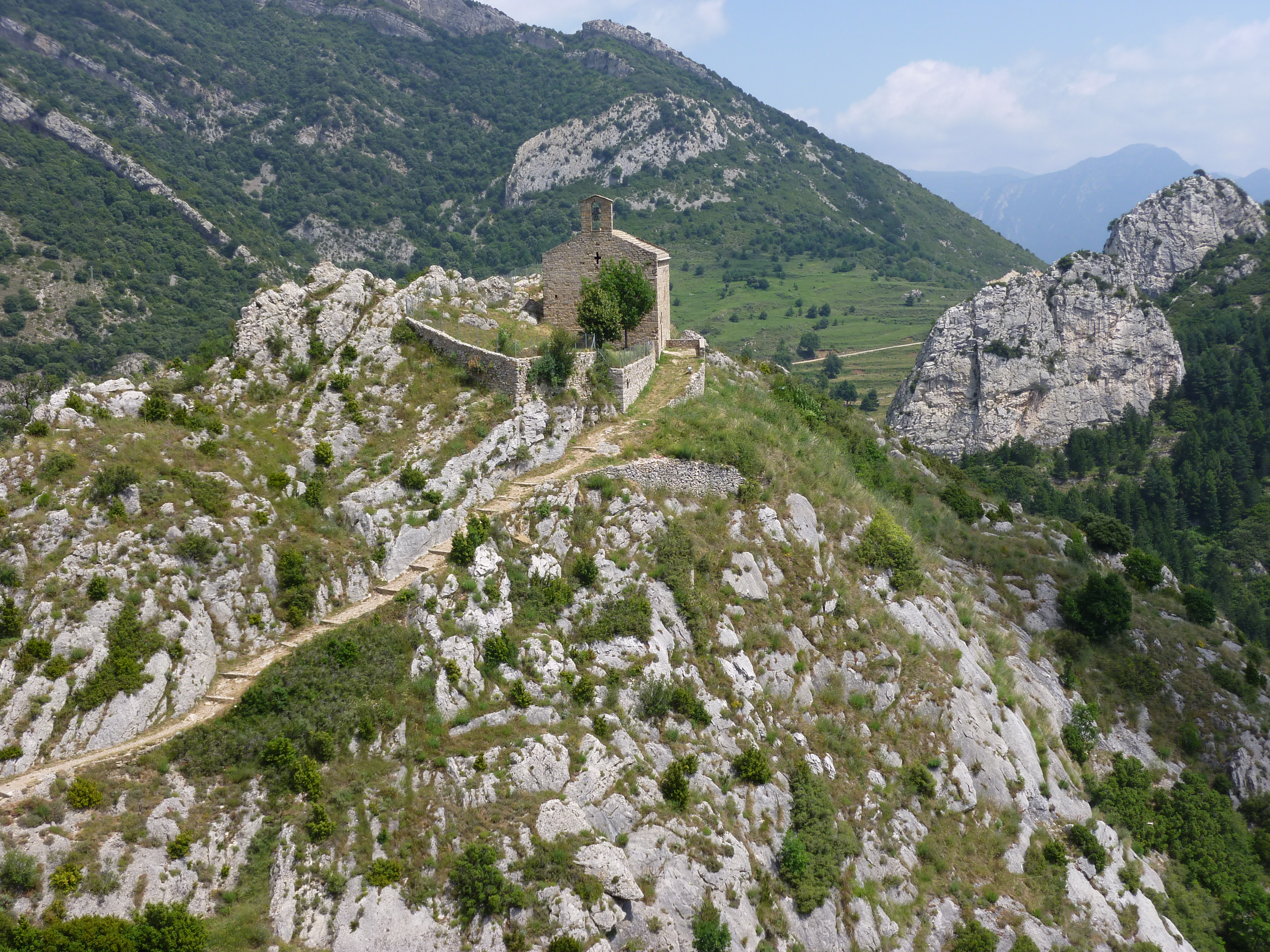
Vista aérea, desde la cordillera de Queralt

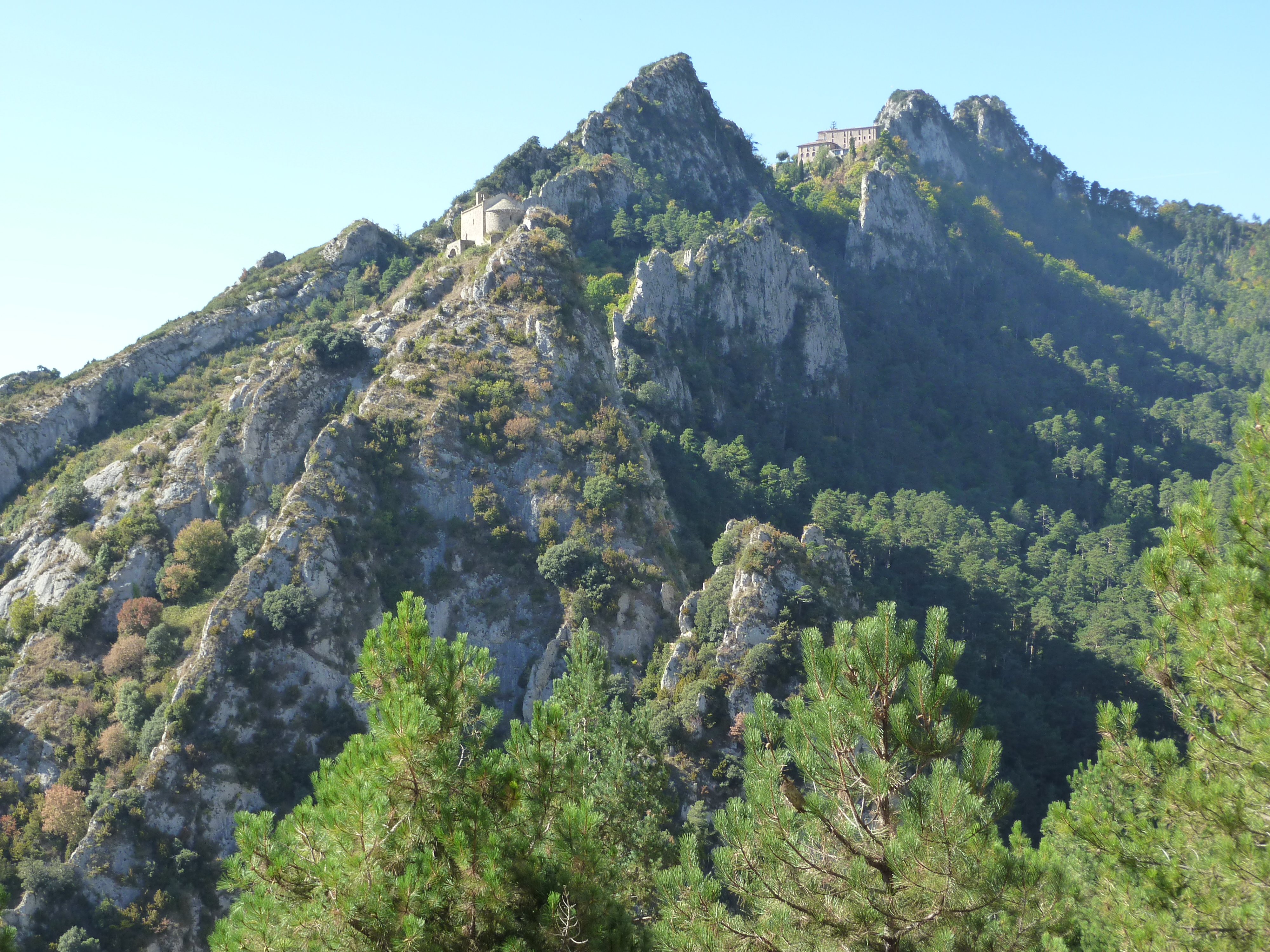
Vista desde el Mercadal, enfron el Estrechado del Guiu

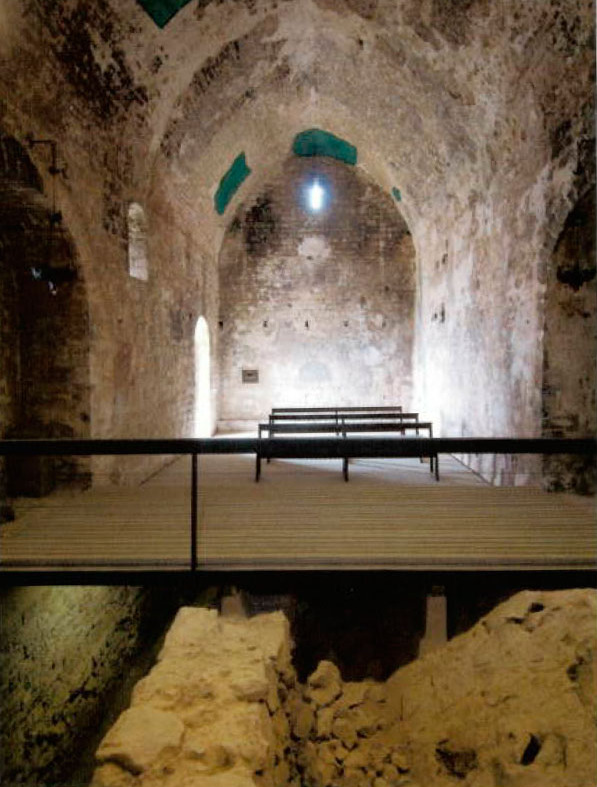
Excavación (2007-2010) donde se ve el muro del castillo de Madrona, en el subsuelo de la iglesia

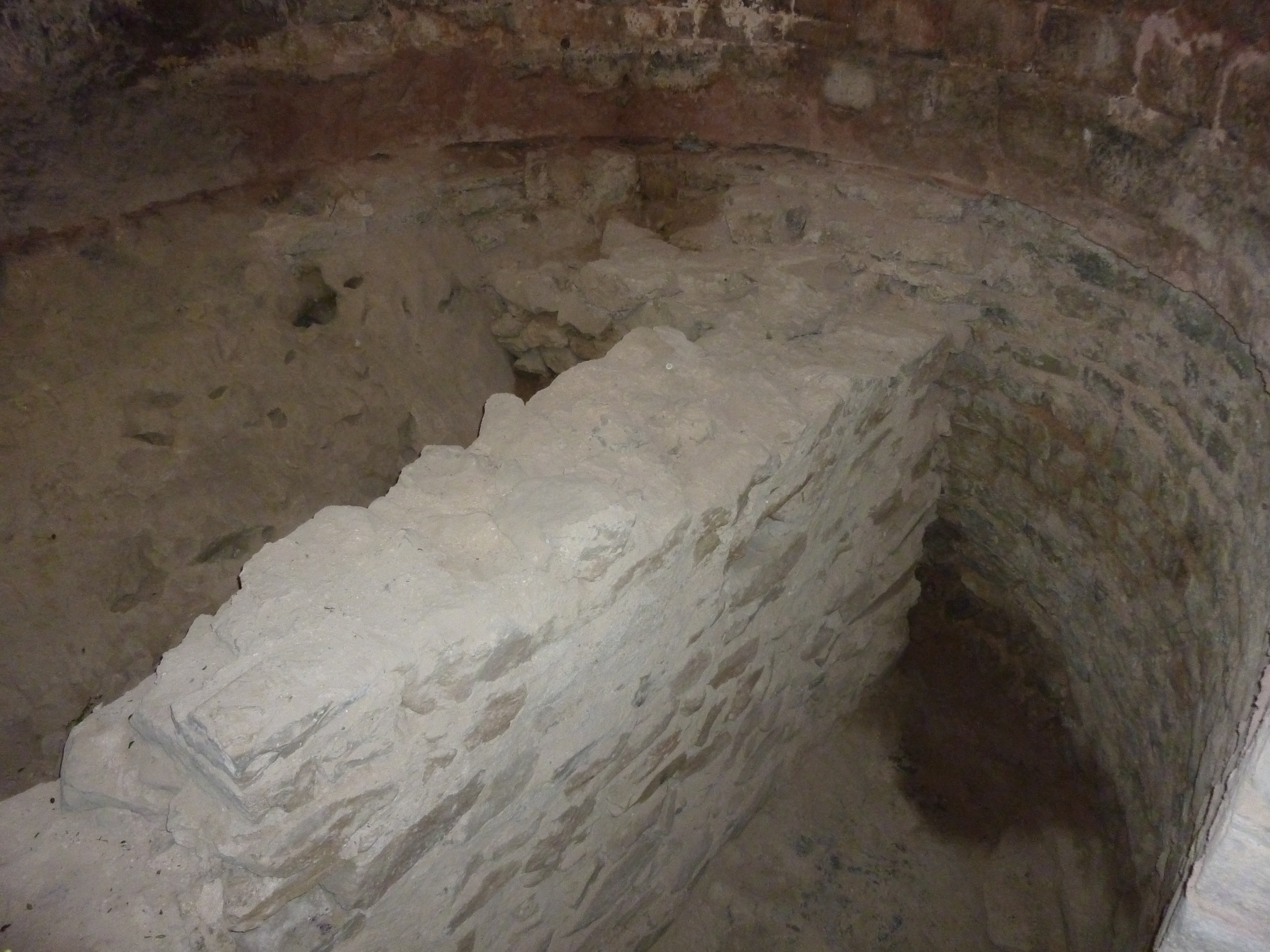
Excavación (2007-2010) otro detalle del muro del castillo de Madrona

Es una capilla de una sola nave cubierta con vuelta de cañón y rematada a levante con un ábside semicircular. En el centro del ábside hay una ventana de doble rasgada, con arco de medio punto. Los muros frontal y trasero se levantan por encima del nivel del tejado. La puerta se abre a mediodía y es cubierta con un arco de medio punto. Elevada encima de unas rocas que forman el estrecho, al paso de la riera Demetge. Hay referencias documentales muy antiguas respecto de un castillo de Madrona.

## Historia
La encontramos documentada el 839 en el acta de consagración de la Catedral de Santa María de Urgel; así como en cartas de donaciones el 843 y 890. En 1183, Ramon de Madrona hacía constar en las cláusulas de su testamento que quería ser enterrado en la iglesia de San Pedro de Madrona.
La construcción de la iglesia actual está relacionada con un legado importante a la parroquia por parte del vizconde Dalmau en un documento datado el 12 de abril de 1239. Así pues en el siglo XIII cuando aaparece la parroquia, adscrita al Obispado de Urgel. Hay un documento del obispo Germano Guillemos concediendo beneficios al sacristán, para que tuviera recursos para mantener la iglesia. hay documentos del siglo XVI, correspondientes a visitas pastorales, donde se insta a hacer obras de mantenimiento al templo. Así hasta el 1593, año en que se crea el Obispado de Solsona, adscribiendo a él San Pedro de Madrona, y a partir de 1630 la comunidad de presbíteros de Berga, se encargó del templo, dado la dificultad de mantener el culto regularmente. Durante la intervención arqueológica previa a la restauración del año 2007, fueron encontradas sesenta y cuatro tumbas en el interior de la iglesia, todas han podido ser documentadas y corresponden al periodo de los años 1671 al 1731.
El 1873 se profanó y se restauró más tarde. El 1 de febrero de 1897 es suprimida la parroquia de Sant Pere de Madrona, a raíz de una nueva distribución creada por el obispado de Solsona, siendo agregada a la de San Juan de Berga. El 1943-45 hay una segunda restauración y el 1965 otra, esta vez organizada por el servicio de la diputación de Barcelona.
El siglo XX, un incendio provocado durante la guerra civil (1936) destruyó el corazón y el retablo de San Pedro, pero se pudo esconder la campana en Baga; que después se colocaría al campanario de San Pedro de Berga, tiene grabada la inscripción "En Sant Pere y a Santa Madrona”. El año 1943 la parroquia de Berga inició los trabajos de restauración. Durando el siglo XXI, se han ido haciendo trabajos de reparación, mantenimiento, y es en 2004 cuando el ayuntamiento de Berga pide al Servicio de Patrimonio Arquitectónico Local de la Diputación una intervención a fondo. Esta inició una intervención integral, es la más importante realizada, que acabó el 2011.
En la actualidad se celebra misa el día de San Pedro, y también se hace un encuentro el domingo más cercano, donde se cantan los gozos de San Pedro y las priores reparten unas cocas en forma de clave, a los asistentes.